# 布卡约·萨卡
布卡约·阿约因卡·泰米达约·萨卡（英語：Bukayo Ayoyinka Temidayo Saka，2001年9月5日—）是一名英格蘭職業足球員，司職翼鋒，出身於阿仙奴青訓系統，現時效力英超球會阿仙奴，并代表英格兰国家队出战国际比赛。擅於盤扭、護球、及優良球賽視野使其為現今球壇最高身價的翼鋒及足壇超級巨星之一 。

## 球會生涯
薩卡出生於倫敦的格林福德，曾就讀於格林福德中學。他的職業生涯始於阿仙奴青訓學院。17歲時，簽下一份專業合同，並晉升到U23。
2018年11月29日，薩卡於欧足联欧洲联赛對陣禾斯克拉的比賽中首次上陣，於第68分鐘入替。12月13日，他於對陣卡拉巴克的比賽中首次正選上陣。
2019年1月1日，薩卡首次於英格蘭超級足球聯賽中上陣，對手為富勒姆，他於第83分鐘入替，最終阿仙奴以4比1勝出。
2019年9月29日，薩卡於欧足联欧洲联赛對陣法兰克福的比賽中，交出1個入球，2次助攻，協助球隊於2019–20年歐霸盃小組賽首場比賽中以3比0勝出。
2020年7月1日，薩卡與阿仙奴續約，據報合約年期為4年。7月4日，他於客勝伍尔弗汉普顿流浪2比0的聯賽比賽中，攻入首個英超入球。7月23日，薩卡將於來季改穿7號球衣。2020年12月26日，薩卡為球隊於聯賽上陣第40次，於主勝車路士3比1的比賽中攻入1球。
Saka 在 2022-2023 赛季为阿森纳扮演了关键角色，他在協助阿仙奴爭奪自 2003-2004 赛季以来的首个英超冠军时，入了一些至关重要的进球。 他在 2022 年 8 月 20 日的比赛中，阿森纳以 3-0 战胜伯恩茅斯时迎来了他的第 100 场英超联赛出场，成为阿森纳历史上第二年轻的球员达到这一里程碑。 10 月 9 日，他在阿森纳以 3-2 战胜利物浦的比赛中打进两球，包括在第 76 分钟点球点球得分的决胜进球。这个结果让阿森纳登上了积分榜榜首，一直保持到 2 月中旬。 2023 年 1 月 22 日，Saka 在阿森纳 3-2 逆转击败曼联的比赛中打进了阿森纳的第二球，并因此获得了阿森纳一月份的 "月度进球" 奖项。 2 月 18 日，他在阿森纳客场 4-2 逆转击败阿斯顿维拉的比赛中打进了阿森纳的第一个扳平进球。这场胜利让阿森纳重新登顶，此前被曼城击败。 然而，阿森纳最终未能夺得冠军，冠军被曼城夺得。
在3月13日，萨卡在2023年伦敦足球奖项中赢得了“年度最佳年轻男子球员”奖。 他被选为2023年3月的英格兰足球超级联赛月度最佳球员。这是他首次获得这个奖项，使他成为第22位获得此奖项的阿森纳球员。
在5月23日，萨卡与阿森纳签订了新的长期合同。

## 國家隊生涯

### 2020歐洲國家盃
2020年10月1日，薩卡首次入選英格蘭最終26人大名單，並於10月8日3比0大勝威尔士的友誼賽中，首次代表國家隊上陣。
因為疫情而延後一年舉辦的2020年歐洲足球錦標賽，英格蘭史上首次晉身歐洲國家盃決賽。一百二十分鐘後比數為一比一，最終進入PK大戰（十二碼對決）。由於萨卡與另外兩位球員馬古斯·拉舒福特及杰登·桑乔射失而導致英格蘭與歐國盃冠軍失諸交臂。賽後，該三名黑人球員遭球迷種族歧視辱罵。

### 2022年世界盃
薩卡入選2022年世界盃代表英格蘭的最終26人大名單。
於英格蘭小組賽首場面對伊朗的比賽中，薩卡攻入2球並助隊以6-2奪下小組賽首勝。在球隊16強對陣塞內加爾的比賽薩卡也有1顆進球，球隊最終也以3-0前進8強。球隊最終在8強賽事以1-2不敵法國，無緣4強賽。

### 2024年歐洲國家盃
薩卡再次入選2024年歐洲國家盃代表英格蘭的最終26人大名單，並獲發7號球衣。
球隊在8強對陣瑞士時，薩卡以一記遠射追平戰局，並在該場點球大戰中主罰第3點並成功踢進，助隊前進4強賽。

## 个人生活
他最喜欢的足球运动员是蒂埃里·亨利，他将阿莱克西斯·桑切斯视为影响他的人，并表示他甚至试图复制桑切斯在青年队时的足球鞋。在过去的队友中，萨卡表示大卫·路易斯在他的职业生涯中帮助他最多，他说"他尽其所能"帮助很多阿森纳的年轻球员"在球场内外"。
萨卡是一位虔诚的基督徒，他说他每晚都会阅读圣经。

## 职业生涯数据

### 俱乐部
最後更新：2024年5月12日
| 俱乐部    | 赛季      | 联赛               | 联赛 | 联赛 | 足總盃 | 足總盃 | 聯賽盃 | 聯賽盃 | 欧战 | 欧战 | 其他 | 其他 | 总计 | 总计 |
| 俱乐部    | 赛季      | 赛事               | 出场 | 进球 | 出场   | 进球   | 出场   | 进球   | 出场 | 进球 | 出场 | 进球 | 出场 | 进球 |
| --------- | --------- | ------------------ | ---- | ---- | ------ | ------ | ------ | ------ | ---- | ---- | ---- | ---- | ---- | ---- |
| 阿森纳U21 | 2018–19   | —                  | —    | —    | —      | —      | —      | —      | —    | —    | 4    | 1    | 4    | 1    |
| 阿森纳    | 2018–19   | 英格兰足球超级联赛 | 1    | 0    | 1      | 0      | 0      | 0      | 2    | 0    | —    | —    | 4    | 0    |
| 阿森纳    | 2019–20   | 英格兰足球超级联赛 | 26   | 1    | 4      | 1      | 2      | 0      | 6    | 2    | —    | —    | 38   | 4    |
| 阿森纳    | 2020–21   | 英格兰足球超级联赛 | 32   | 5    | 2      | 0      | 2      | 0      | 9    | 2    | 1    | 0    | 46   | 7    |
| 阿森纳    | 2021–22   | 英格兰足球超级联赛 | 38   | 11   | 7      | 0      | 4      | 1      | —    | —    | —    | —    | 43   | 12   |
| 阿森纳    | 2023–24   | 英格兰足球超级联赛 | 35   | 16   | 1      | 0      | 1      | 0      | 9    | 4    | 1    | 0    | 47   | 20   |
| 阿森纳    | 總計      | 總計               | 170  | 47   | 11     | 1      | 9      | 1      | 34   | 9    | 2    | 0    | 226  | 58   |
| C生涯總計 | C生涯總計 | C生涯總計          | 170  | 47   | 11     | 1      | 9      | 1      | 34   | 9    | 6    | 1    | 230  | 59   |

1. ↑  在英格蘭足球聯賽錦標賽中出场
2. 1 2 3  在欧足联欧洲联赛中出场
3. ↑  在英格蘭社區盾中出场
4. ↑  在欧足联欧洲联赛中出场

### 國家隊
最後更新：2024年7月15日
| 國家隊 | 年份 | 出場 | 入球 |
| ------ | ---- | ---- | ---- |
| 英格兰 | 2020 | 4    | 0    |
| 英格兰 | 2021 | 10   | 4    |
| 英格兰 | 2022 | 10   | 3    |
| 英格兰 | 2023 | 8    | 4    |
| 英格兰 | 2024 | 8    | 1    |
| 總計   | 總計 | 40   | 12   |

### 國家隊進球
| #  | 日期           | 場館                           | 出賽場次 | 對手     | 進球後比分 | 終場                  | 賽事                   | 參考來源 |
| -- | -------------- | ------------------------------ | -------- | -------- | ---------- | --------------------- | ---------------------- | -------- |
| 1  | 2021年6月2日   | 英格兰米德斯堡河畔球場         | 5        | 奥地利   | 1–0        | 1–0                   | 友誼賽                 | [ 48 ]   |
| 2  | 2021年9月5日   | 英格兰倫敦温布利球場           | 11       | 安道尔   | 4–0        | 4–0                   | 2022年世界盃資格賽     | [ 49 ]   |
| 3  | 2021年10月9日  | 安道尔老安道爾安道爾國家體育場 | 12       | 安道尔   | 2–0        | 5–0                   | 2022年世界盃資格賽     | [ 50 ]   |
| 4  | 2021年11月15日 | 圣马力诺塞拉瓦莱奥林匹克体育场 | 14       | 圣马力诺 | 10–0       | 10–0                  | 2022年世界盃資格賽     | [ 51 ]   |
| 5  | 2022年11月21日 | 杜哈哈利法国际体育场           | 21       | 伊朗     | 2–0        | 6–2                   | 2022年世界盃小組賽     | [ 52 ]   |
| 6  | 2022年11月21日 | 杜哈哈利法国际体育场           | 21       | 伊朗     | 4–0        | 6–2                   | 2022年世界盃小組賽     | [ 52 ]   |
| 7  | 2022年12月5日  | 豪爾巴伊特體育場               | 23       | 塞内加尔 | 3–0        | 3–0                   | 2022年世界盃十六強賽   | [ 53 ]   |
| 8  | 2023年3月26日  | 英格兰倫敦温布利球場           | 26       | 乌克兰   | 2–0        | 2–0                   | 2024年歐洲國家盃資格賽 | [ 54 ]   |
| 9  | 2023年6月19日  | 英格兰曼徹斯特老特拉福德球場   | 28       | 北馬其頓 | 2–0        | 7–0                   | 2024年歐洲國家盃資格賽 | [ 55 ]   |
| 10 | 2023年6月19日  | 英格兰曼徹斯特老特拉福德球場   | 28       | 北馬其頓 | 4–0        | 7–0                   | 2024年歐洲國家盃資格賽 | [ 55 ]   |
| 11 | 2023年6月19日  | 英格兰曼徹斯特老特拉福德球場   | 28       | 北馬其頓 | 5–0        | 7–0                   | 2024年歐洲國家盃資格賽 | [ 55 ]   |
| 12 | 2024年7月6日   | 德国杜塞道夫水星娛樂競技場     | 38       | 瑞士     | 1–1        | 1–1 （加时） （5–3 ） | 2024年歐洲國家盃8強賽  | [ 56 ]   |

## 榮譽

### 俱樂部
阿仙奴
- 英格蘭足總盃冠軍：2019–20[57]
- 英格蘭社區盾冠軍：2020[58]、2023[59]

### 國家隊
英格蘭
- 歐洲國家盃亞軍：2020[60]、2024[61]

### 個人
- 阿仙奴賽季最佳球員：2020–21
- 英格蘭足球代表隊年度最佳球員：2021–22

## 外部連結
- Profile （页面存档备份，存于） at the Arsenal F.C. website
- Profile （页面存档备份，存于） at the Football Association website
- Soccerway資料庫：布卡约·萨卡